# اکومامبوا
اکومامبوا (به لاتین: Akomomboua) یک منطقهٔ مسکونی در توگو است که در منطقه کارا واقع شده‌است.